# Beitrittsverhandlungen der Türkei mit der Europäischen Union
Die Beitrittsverhandlungen der Türkei mit der Europäischen Union wurden offiziell in der Nacht vom 3. zum 4. Oktober 2005 aufgenommen. Am 11. Dezember 1999 wurde dem Land der Status eines offiziellen Beitrittskandidaten der EU zuerkannt. Grundlage dafür war das Ankara-Abkommen aus dem Jahr 1963. Ein größeres Problem bei den Verhandlungen stellt die Nichtanerkennung des vollen Staatsgebietes des EU-Mitgliedes Republik Zypern seitens der Türkei dar.
Ein möglicher EU-Beitritt der Türkei ist seit Gründung der Europäischen Wirtschaftsgemeinschaft (EWG) in der politischen Diskussion. Der Beitritt des Landes bleibt umstritten: Obwohl alle Mitgliedstaaten der Europäischen Union (EU) den bisherigen Stadien des Beitrittsprozesses zugestimmt haben, lehnen große Teile der EU-Bürger und der türkischen Bürger ihn ab.
Am 10. November 2015 veröffentlichte die EU-Kommission einen kritischen Jahresbericht. Das EU-Parlament sprach sich am 24. November 2016 für ein Einfrieren der Beitrittsgespräche aus.
Die Türkei wird mit einer „Heranführungshilfe“ durch die Europäische Union finanziell unterstützt. Nach einem Bericht der Süddeutschen Zeitung flossen zwischen 2007 und 2013 rund 4 Milliarden Euro nach Ankara, zwischen 2014 und 2020 waren es weitere rund 3,2 Milliarden Euro. Auch für den Zeitraum 2021–2027 sind weitere Heranführungshilfen geplant.

## Geschichte

### Vorgeschichte (1949–1998)
Die Türkei wurde 1949 Mitglied des Europarates und bewarb sich 1959 um eine Mitgliedschaft in der Europäischen Wirtschaftsgemeinschaft (EWG). 1963 wurde zwischen der Türkei und der EWG ein Assoziierungsabkommen geschlossen, das sogenannte Ankara-Abkommen. Der Vertrag stellte der Türkei erstmals auch eine Mitgliedschaft in Aussicht. Dieser „Vorbereitungsphase“ sollte am Ende einer Übergangsphase die Zollunion und damit eine mögliche spätere türkische Mitgliedschaft in der damaligen Europäischen Gemeinschaft (EG) folgen.
1987 hat die Türkei den ersten Aufnahmeantrag in die Zollunion gestellt; dieser wurde 1989 abgelehnt.
1992 trat die Türkei der Westeuropäischen Union (WEU) als assoziiertes Mitglied bei. Am 1. Januar 1996 wurde zum ersten Mal zwischen der Europäischen Union und einem Nichtmitglied der EU eine Zollunion eingeführt. Seit ihrem Beitritt zur Europäischen Zollunion gilt in der Türkei das europäische Wirtschaftsrecht, dem Ankara die eigenen Handelsbeziehungen mit Nicht-EU-Ländern – „Drittländern“ – anzupassen hat. Da die Türkei kein Mitspracherecht in Brüssel hat – auch dann nicht, wenn es um Wirtschafts- und Handelsfragen geht – sieht sie sich bei diesem Abkommen als stark benachteiligt. „Die Türkei“, so formuliert eine Untersuchung der Berliner Stiftung Wissenschaft und Politik (SWP), gibt „Teile ihrer nationalen Souveränität [ab], ohne gleichzeitig wirklich Einfluss auf den multinationalen Entscheidungsprozess zu haben.“
Nachdem die EG 1989 einen Antrag der Türkei auf Vollmitgliedschaft noch abgelehnt hatte, wurde auf dem EU-Gipfel in Luxemburg im Dezember 1997 entschieden, dass sie für einen Beitritt in Frage käme. Da jedoch der Gipfel beschloss, für 1998 Beitrittsverhandlungen mit Republik Zypern, Ungarn, Polen, Estland, der Tschechischen Republik und Slowenien aufzunehmen, fühlte sich die türkische Regierung brüskiert. Ministerpräsident Mesut Yılmaz verkündete daher verärgert den Abbruch der Gespräche mit der EU.

### Anerkennung als Beitrittskandidat (1999–2004)

Europäische Union 1999:
Mitglieder
Als Beitrittskandidaten akzeptiert
Beitrittswillig

Während der Europäische Rat am 11. Dezember 1999 auch den Staaten Rumänien, Slowakei, Lettland, Litauen, Bulgarien und Malta die Aufnahme von Beitrittsgesprächen im Jahr 2000 zusicherte, erhielt die Türkei als einziger Staat nur den Status „beitrittswilliges Land“ zuerkannt. Auf dem Gipfel von Kopenhagen 2002 beschloss die EU, im Dezember 2004 über die Aufnahme von Beitrittsverhandlungen zu entscheiden, sobald die Türkei die politischen Bedingungen der Kopenhagener Kriterien erfülle. Als „beitrittswilliges Land“ nahm die Türkei 2002/2003 am Europäischen Konvent teil, der den Vertrag über eine Verfassung für Europa erarbeitete.
Ein wichtiger Grund für die Erlangung des Status als Beitrittskandidat war der Beginn umfassender Reformen im türkischen Zivilrecht. Schon unter Bülent Ecevit (1999–2002) wurde eine Zivilrechtsreform durchgeführt, die vor allem die rechtliche Stellung der Frau verbesserte. Die Türkei stärkte auch die Menschen- und Freiheitsrechte (zum Beispiel Versammlungs- und Demonstrationsrecht). Die neue Regierung der Adalet ve Kalkınma Partisi (AKP) unter Ministerpräsident Recep Tayyip Erdoğan legte 2002 bei ihrem Amtsantritt ein Paket von Gesetzesänderungen vor, das u. a. die Abschaffung der Todesstrafe auch in Kriegszeiten, ein Verbot der Folter, das Ende der Straffreiheit für Polizisten, Versammlungs- und Demonstrationsfreiheit und Maßnahmen gegen die Unterdrückung der kurdischen Minderheit ebenso vorsieht wie den freien Gebrauch des Kurdischen, Kurdischunterricht und kurdische Hörfunk- und Fernsehkanäle.
Obwohl diese gesetzlichen Grundlagen geschaffen wurden, gibt es Probleme bei der praktischen Umsetzung. Sie scheitert derzeit auch an den staatlichen Behörden und ihren Mitarbeitern. Zwar erteilte die Regulierungsbehörde für den privaten Rundfunk (RTÜK) am 18. August 2004 drei Sendern im Südosten der Türkei die Lizenz, in Kurdisch zu senden, auch der staatliche Sender TRT 3 darf Sendungen auf Arabisch, Zazaisch, Kurmancî und anderen Sprachen ausstrahlen, doch ist etwa bei den Regionalsendern ein ungestörter Sendebetrieb kurdischer Rundfunkstationen auf Grund andauernder staatlicher Interventionen bisher nicht durchgängig möglich. Kurdischkurse sind lediglich für Erwachsene erlaubt, allerdings wird an staatlichen Schulen der Kurdischunterricht auch für Schulkinder ermöglicht. Auch forderte die Staatsanwaltschaft in Ankara das Verbot der Lehrergewerkschaft Eğitim Sen, weil sie in ihrer Satzung die Forderung nach muttersprachlichem Unterricht für Minderheiten stellt. Daher spielen die politischen, kulturellen und wirtschaftlichen Zustände im Osten der Türkei bei den EU-Beitrittsverhandlungen der Türkei eine Schlüsselrolle.
Im September 2004 stellte eine Expertengruppe der Europäischen Union fest, dass es in der Türkei heute keine staatlich geduldete systematische Folter mehr gebe, da nur einzelne Personen oder Personengruppen die Folter ausübten. Mit der gleichfalls im September anstehenden Verabschiedung einer weitgehenden Strafrechtsreform werde die Rechtsstaatlichkeit der Türkei gefestigt. Daraufhin empfahl am 6. Oktober die EU-Kommission die Aufnahme von Beitrittsverhandlungen.
Am 17. Dezember 2004 entschieden die Staats- und Regierungschefs der EU in Brüssel, dass ab dem 3. Oktober 2005 mit der Türkei Verhandlungen über den EU-Beitritt aufgenommen werden. Voraussetzungen dafür sind jedoch die Fortsetzung der begonnenen Reformen, eine weitere Verbesserung der Menschenrechtssituation und insbesondere die Unterzeichnung eines Zusatzprotokolls zum Ankara-Abkommen über eine Zollunion mit den zehn neuen EU-Mitgliedstaaten (darunter auch die Republik Zypern) noch vor Beginn dieser Verhandlungen.
Problematisch ist weiterhin der Umgang der Türkei mit religiösen Gruppen, die nicht offiziell als Minderheiten in der Türkei im Sinne des Vertrags von Lausanne von 1923 anerkannt werden (so werden die Griechen, Armenier und Juden anerkannt). Die EU sieht neben den türkischen Christen vor allem die Aleviten als nicht ausreichend gleichgestellt. So kritisierte die Europäische Kommission in ihrer „Empfehlung zu den Fortschritten der Türkei auf dem Weg zum Beitritt“ vom 4. Oktober 2004 ausdrücklich, dass die Aleviten nach wie vor nicht als muslimische Minderheit anerkannt sind.

### Aufnahme der Beitrittsverhandlungen (2005)

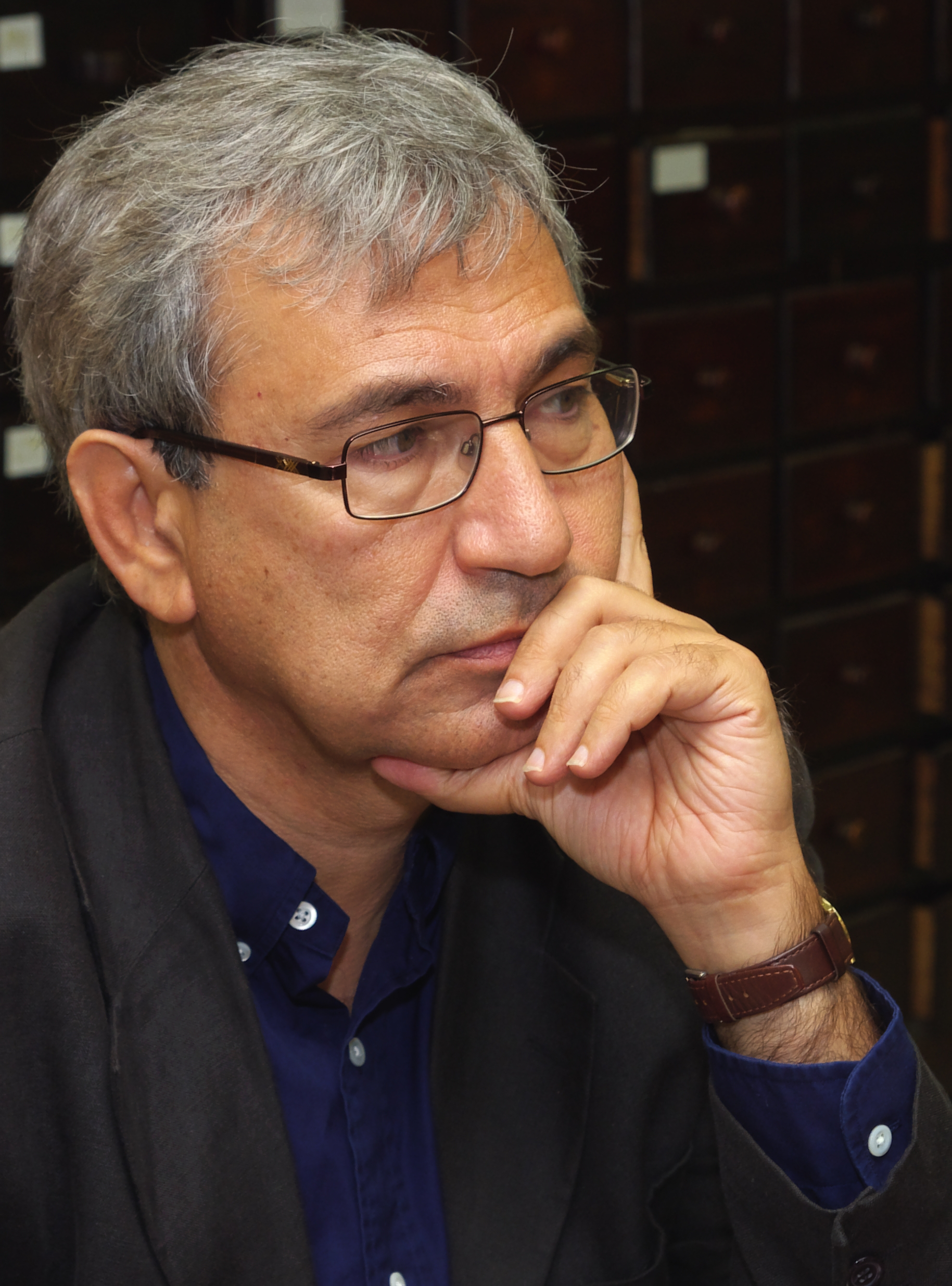
Der Schriftsteller Orhan Pamuk (2009)

Am 29. September 2005 trafen sich die 25 Botschafter der EU-Staaten in Brüssel, um Verhandlungsziele für die Beitrittsverhandlungen am 3. Oktober festzulegen. Österreich blockierte eine Einigung und forderte als einziges Mitgliedsland, der Türkei neben einer Vollmitgliedschaft auch eine Alternative anzubieten. Am 27. September wiederholte der dänische Premier Rasmussen die schon auf früheren EU-Gipfeln geäußerten Bedenken, ob die EU einen Türkei-Beitritt verkraften könne. Auch EVP-Abgeordnete im EU-Parlament traten für eine Alternative („privilegierte Partnerschaft“) zur Vollmitgliedschaft der Türkei ein, obwohl die EVP am 26. Januar 2005 beschloss, der AKP einen Beobachterstatus als Vorstufe für eine spätere Mitgliedschaft in der EVP zu gewähren.
Am 3. Oktober 2005 konnten sich alle 25 europäischen Außenminister in Luxemburg auf einen gemeinsamen Rahmentext einigen. Österreich verzichtete auf seine Forderung, der Türkei als Alternative zur Vollmitgliedschaft ein anderes Modell anzubieten, was die Türkei vehement abgelehnt hatte. Letztlich blieb es bei dem Satz: „Gemeinsames Ziel der Verhandlungen ist die Mitgliedschaft“. Als Kompromiss wird nun am Ende der Beitrittsverhandlungen, nach zehn bis fünfzehn Jahren, nicht nur geprüft, ob die Türkei die Beitrittskriterien erfüllt, sondern auch ob die Europäische Union deren Aufnahme wirtschaftlich und politisch verkraften kann. Damit sind die Hürden für die Aufnahme so hoch wie noch nie zuvor für einen Kandidaten. Da die Türkei diesen Bedingungen umgehend zustimmte, konnten die Beitrittsverhandlungen wie vorgesehen formell noch am 3. Oktober beginnen. Gleichzeitig wurden zur Überraschung vieler Beobachter auch die Verhandlungen mit Kroatien wieder aufgenommen. Für diesen Schritt hatte sich die österreichische Regierung starkgemacht, sie dementierte jedoch zugleich offiziell, diese Entscheidung mit der Türkei-Frage verknüpft zu haben.
Am 9. November 2005 veröffentlichte der Erweiterungskommissar Günter Verheugen die jährliche Beurteilung. Darin werden der Türkei Fortschritte im politischen und wirtschaftlichen Gebiet attestiert. Kritisiert wird vor allem die Lage der Menschenrechte, Meinungsfreiheit und der Schutz von Minderheiten. Exemplarisch kritisiert der Bericht den später eingestellten Prozess gegen Orhan Pamuk wegen seiner Äußerungen zum Völkermord an den Armeniern.

„Der Wandel geht in diesem Jahr langsamer voran. Die Umsetzung der Reformen ist nicht ausgewogen. Deshalb sind große Anstrengungen nötig auf dem Feld der Meinungsfreiheit, bei den Frauenrechten, bei den Gewerkschaften und den Rechten der nicht-muslimischen Religionsgemeinschaften.“

Im März 2006 wurde die Öffnung des zweiten Verhandlungskapitels zum Thema Bildung und Kultur verzögert. Einige EU-Staaten (unter anderem Frankreich und Deutschland) forderten die Verbindung des Kapitels mit Fragen der Menschenrechte und der Kurdenfrage. Andere EU-Staaten, allen voran Großbritannien und Finnland, lehnten eine Politisierung des rein auf Harmonisierung der Rechtsnormen ausgelegten Themas ab. Das Thema Menschenrechte käme planmäßig erst im Kapitel Justiz und Inneres auf die Tagesordnung, argumentierten sie.
Im Fortschrittsbericht 2006 der EU wurden Mängel bei der Abschaffung der Folter, dem Versuch, Kontrolle über die Armee zu gewinnen, und der Chance auf freie Meinungsäußerung aufgeführt. Da die Türkei sich bis zum EU-Gipfel im Dezember 2006 weigerte das Ankara-Protokoll (ein Zusatzprotokoll zum Ankara-Abkommen von 1963) zu ratifizieren, beschloss der Europäische Rat auf dem Gipfel die Suspendierung von acht Verhandlungskapiteln.

### 2007
Am 10. Januar 2007 kamen der damalige türkische Außenminister und spätere Staatspräsident Abdullah Gül, der Staatsminister für die EU Ali Babacan und alle Vertreter der zuständigen Ministerien zusammen. Es wurde beschlossen, sich einen eigenen, von der EU unabhängigen, Reformplan zur Erfüllung der Beitrittskriterien zu erstellen. Laut diesem Plan soll das Kapitel Justiz und Grundrecht und das Kapitel Justiz, Freiheit und Sicherheit bis Oktober 2009 abgeschlossen sein. Alle anderen Kapitel bis 2013. Um dieses Ziel zu erreichen, sollen Gesetze geändert (zum Beispiel Vereinsgesetz) bzw. neue Gesetze verabschiedet werden.
Am 6. Mai 2007 wurde Nicolas Sarkozy zum Staatspräsidenten Frankreichs gewählt. Er machte Wahlkampf mit dem Versprechen, den Beitrittsprozess der Türkei zu stoppen und durch Verhandlungen für eine andere Art der privilegierten Zusammenarbeit zu ersetzen. Er hat politische Vorbehalte gegen die für Juli 2007 geplante Eröffnung des Kapitels zu Wirtschafts- und Währungspolitik angemeldet. Die französische Regierung verhinderte am 24. Juni 2007 die Eröffnung des Dritten Kapitels „Wirtschafts- und Währungspolitik“ der Beitrittsverhandlungen. Am 27. August 2007 revidierte Sarkozy seine Position zum EU-Beitritt der Türkei und stellte unter Bedingungen eine Fortsetzung der Beitrittsgespräche in Aussicht.
Am 22. Juli 2007 wurde bei einer vorgezogenen Parlamentswahl die AKP von Regierungschef Erdoğan als Regierungspartei bestätigt. Sie hat auch nach der Wahl die absolute Mehrheit der Sitze im Parlament inne. Im Gegensatz zu den Oppositionsparteien CHP und MHP hat die AKP mit einer Fortführung des EU-Kurses um Stimmen geworben. Die anderen Parteien hatten eine EU-skeptischere Linie verfolgt.
Nach erfolgter Parlamentswahl und der Wahl von Abdullah Gül zum Präsidenten hielt Regierungschef Erdoğan am 31. August 2007 eine Grundsatzrede mit der Ankündigung der Erhöhung des Reformtempos. Der Annäherungskurs würde auch unabhängig von der Eröffnung neuer Kapitel vorangetrieben. Zudem solle eine Null-Toleranz-Politik gegenüber Folter verfolgt werden.
Durch die im Herbst 2007 verstärkt aus dem Irak heraus durchgeführten Terroranschläge der Untergrundorganisation PKK wurde die Aufmerksamkeit der türkischen Regierung weg von den Reformen hin zur PKK gelenkt. Insbesondere die von der EU angemahnten Verbesserungen bei den Minderheitenrechten der Kurden waren durch die neue Gewalt innenpolitisch nicht opportun. Entsprechend negativ fiel auch der Fortschrittsbericht 2007 aus, in dem vor allem mangelhafte Religionsfreiheit für Christen und unzureichende Meinungsfreiheit bemängelt wurden. Gelobt wurde die demokratische Beilegung des Rechtsstreits zwischen Regierung und Opposition um die Wahl Abdullah Güls zum türkischen Präsidenten, gegen die auch das türkische Militär Vorbehalte geäußert hatte.

### 2008
Anfang 2008 eröffnete der Generalstaatsanwalt Abdurrahman Yalçınkaya ein Verbotsverfahren gegen die AKP wegen des mutmaßlichen Versuchs, die säkulare Grundordnung der Türkei zu untergraben. Vorausgegangen war ein Beschluss des türkischen Parlaments mit den Stimmen der MHP und AKP zur Abschaffung des Kopftuchverbots für Studentinnen. Das Verfahren führte zu einer wieder stärkeren Zustimmung der türkischen Bevölkerung zum EU-Prozess. Am 30. Juli 2008 wurde der Verbotsantrag abgelehnt. Sechs der elf Richter stimmten für ein Verbot, womit die notwendige Anzahl von sieben Stimmen knapp verfehlt wurde. Somit darf die Partei weiter regieren, wobei jedoch gemäß Art. 69 der Verfassung staatliche Unterstützungen für die AKP teilweise versagt werden.
Im Zuge des Besuches des amtierenden EU-Kommissionspräsidenten José Manuel Barroso in der Türkei im April 2008 wurden einige Reformen verabschiedet, welche die Grundrechte von religiösen Minderheiten in der Türkei stärken. So stellte das türkische Präsidium für Religionsangelegenheiten durch eine Fatwa fest, dass eine Abkehr vom Islam hin zu einer anderen Religion ausdrücklich erlaubt sei. Das türkische Parlament entschied positiv über die Rückgabe der vor Jahrzehnten beschlagnahmten Immobilien an die jüdischen und christlichen Religionsgemeinschaften.
Nach einer längeren Reformpause stellte der Regierungssprecher Cemil Çiçek das 131 Punkte umfassende „Dritte Nationale Programm“ (3. Ulusal Program) vor. Es beinhaltet eine Vielzahl von Anpassungsreformen. Die insgesamt 131 rechtlichen Änderungen und 342 Verordnungen sollen innerhalb von vier Jahren umgesetzt werden. Dabei sollen viele Standards des alltäglichen Lebens an die EU-Normen angepasst werden. Darunter sind Punkte wie zum Beispiel der Kampf gegen Plagiate, Umweltschutz sowie gewerkschaftliche Rechte. Die Institution des Ombudsmannes soll eingerichtet werden. Für das Parteiengesetz und eine Änderung der Parteifinanzierung wird eine Verfassungsänderung angestrebt. Wenn diese Änderungen vollzogen sind, soll es eine höhere Transparenz und Parteienkontrolle sowie mehr Rechte für Parteimitglieder geben.

### 2009 bis 2013
Im Januar 2009 wurde Egemen Bağış zum ersten türkischen Staatsminister für die Europäische Union ernannt, im Juli 2011 wurde seine Position im Kabinett Erdoğan III zum Europaminister aufgewertet. Er leitete bis Ende 2013 die Beitrittsverhandlungen; dann wurde bei einer Kabinettsumbildung wegen eines Korruptionsskandals Mevlüt Çavuşoğlu Europaminister.
Am 4. Februar 2010 hob die Regierung unter Erdoğan das Emasya-Protokoll auf, das es dem Militär erlaubt hatte, in einzelnen Provinzen der Türkei die Macht zu übernehmen, ohne dass es dazu von den Landräten oder von Gouverneuren ermächtigt werden musste. Menschenrechtler wie der Autor und Kommentator Ali Bayramoğlu forderten, dass die schwarzen Listen, die die Armee von „Vaterlandsverrätern“, „Separatisten“ und „religiösen Radikalen“ angelegt hatte, komplett gelöscht werden. Mit der Einschränkung der Macht der Militärs kam die türkische Regierung auch einer Forderung der EU nach.
Am 12. September 2010 stimmten 57,93 % der Abstimmenden einem Verfassungsreferendum zu. Verfassungsänderungen sollten weitere Reformschritte ermöglichen.
Der Rat der Weisen zur Zukunft Europas, welcher 2007 von Sarkozy und Merkel eingesetzt wurde, um die Grenzen Europas zu definieren, schrieb in seinem Bericht vom 8. Mai 2010, nicht Geografie und nicht Religion würden diese Grenzen bestimmen, sondern seine Werte. Sie empfahlen, eine Perspektive für den Beitritt der Türkei zu wahren.
Der Zypernkonflikt blieb ungelöst.

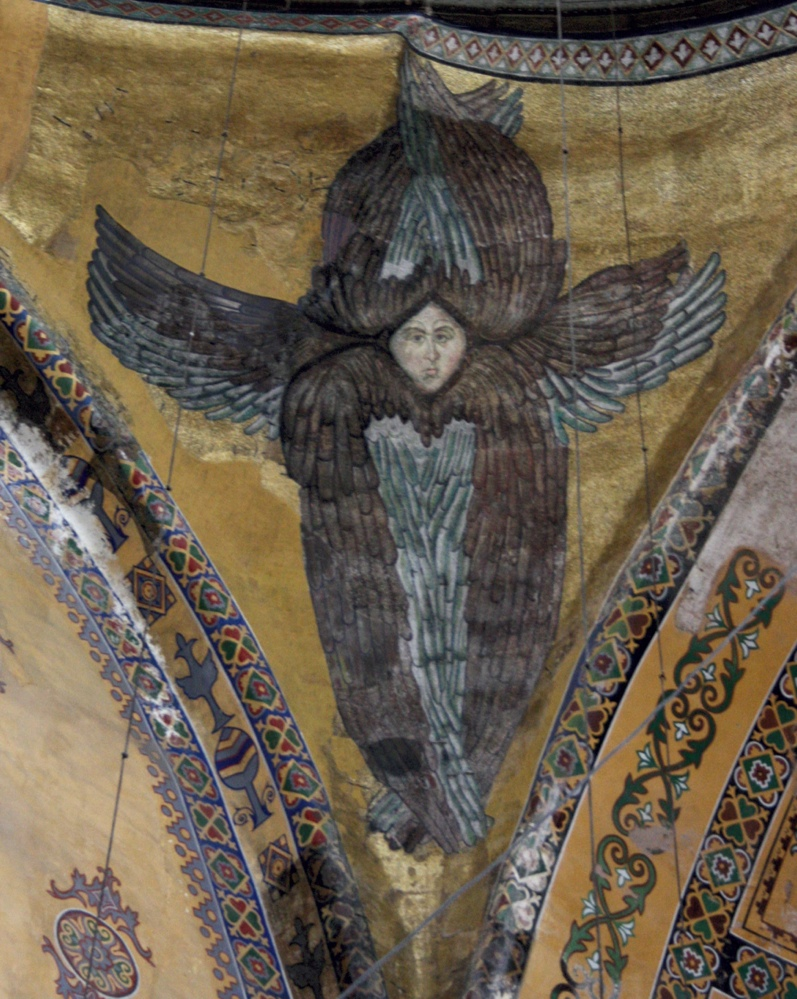
Die islamische Übertünchung der vier Seraphen in den Pendentifs der Hagia Sophia wurde an einem Beispiel im Zuge der Ernennung Istanbuls zur Kulturhauptstadt Europas 2010 rückgängig gemacht.

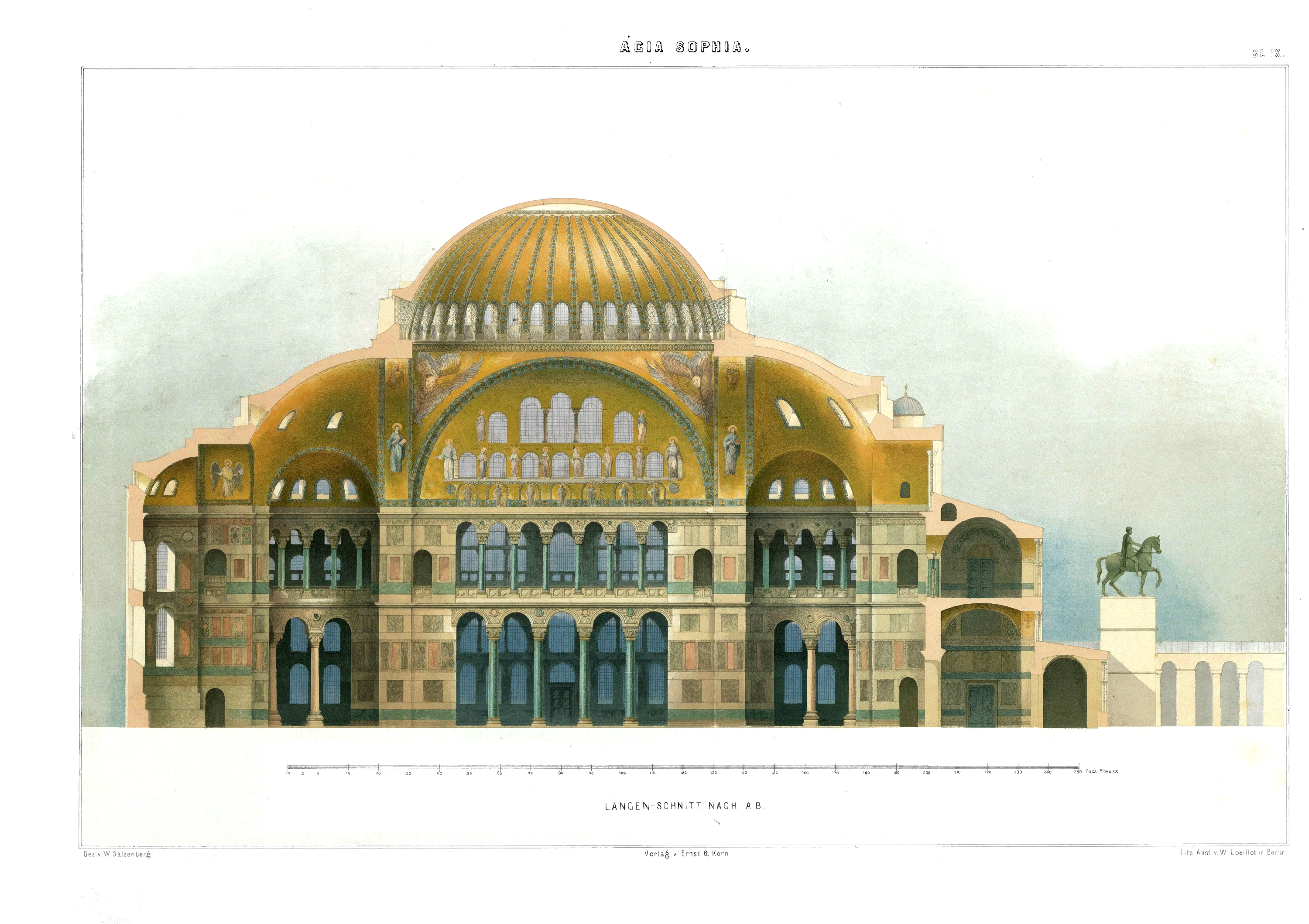
Byzantinische Mosaike in der Hagia Sophia nach Zeichnungen der Tessiner Gebrüder Fossati (1847), heute übertüncht.

Im Jahre 2010 war Istanbul Kulturhauptstadt Europas. 
Im März 2010 sprach sich die deutsche Bundeskanzlerin Angela Merkel bei einem Staatsbesuch in Ankara gegen den EU-Beitritt der Türkei aus und plädierte stattdessen für eine „privilegierte Partnerschaft“. Beim Besuch des türkischen Staatspräsidenten Abdullah Gül im September 2011 in Deutschland bekräftigte Merkel ihre Position mit den Worten: „Wir wollen die Vollmitgliedschaft der Türkei nicht. Aber wir wollen die Türkei als wichtiges Land nicht verlieren.“
Die Parlamentswahl am 12. Juni 2011 ergab 49,8 % für die AKP, 26,0 % für die CHP und 13 % für die MHP; alle anderen Parteien scheiterten an der 10-%-Sperrklausel; vom 6. Juli 2011 bis zum 28. August 2014 regierte das Kabinett Erdoğan III.
Im Juli 2011 erklärte Ministerpräsident Erdoğan, während der kommenden EU-Ratspräsidentschaft der Republik Zypern in der zweiten Jahreshälfte 2012 die Verhandlungen mit der EU auszusetzen. CSU-Generalsekretär Alexander Dobrindt wertete dies als Affront und forderte den Abbruch der Verhandlungen.
Die Rückgabe der konfiszierten Immobilien war eine Forderung der EU in den Beitrittsverhandlungen der Türkei mit der Europäischen Union. Erdoğan entschied im August 2011, den christlichen Minderheiten der Türkei konfiszierte Immobilien und Sakralbauten zurückzugeben, was der Patriarch von Konstantinopel, Bartholomäus I., und Vertreter der Europäischen Union begrüßten.
Dirk Niebel (FDP), Entwicklungsminister im Kabinett Merkel II, bezeichnete im September 2011 „die Türkei [als] im Moment weder beitrittsfähig noch die EU aufnahmefähig“ und regte einen freiwilligen Verzicht Ankaras auf die EU-Mitgliedschaft an. Die Größe der Türkei würde die EU überfordern.
Am 10. Oktober 2012 veröffentlichte die EU einen 94-seitigen Bericht mit dem Titel ’Turkey 2012 Progress report’. Dieser kritisierte in deutlichen Worten zahlreiche Zustände und Entwicklungen in der Türkei.
Im März 2013 kam es zwischen der niederländischen Regierung (Kabinett Rutte II) und der Regierung Erdoğan zu einem familienrechtlichen Konflikt im Umgang mit einer Regenbogenfamilie in den Niederlanden. Der liberale Europaabgeordnete Hans van Baalen, der Vorsitzende der Liberalen Internationale, forderte als Reaktion auf den Fall, die EU-Beitrittsverhandlungen mit der Türkei zu beenden.
Er wolle einen entsprechenden Antrag in Straßburg einbringen.
Seit Mai 2013 löste das gewaltsame Vorgehen türkischer Polizei und „schwarzer Staatsmiliz“ gegen die Proteste in der Türkei 2013 internationale Kritik aus. Die Regierungen der Niederlande, von Österreich (Faymann I) und von Deutschland lehnten im Juni 2013 das Öffnen eines neuen Verhandlungskapitels ab.
Im Juni 2013 drohte der Vorsitzende der CDU/CSU-Bundestagsfraktion, Volker Kauder, der Türkei ein Aussetzen der EU-Beitrittsverhandlungen an. Er warnte die Türkei davor, die türkische Armee gegen Demonstranten einzusetzen; ein solches Vorgehen würde die Türkei „um Lichtjahre von Europa entfernen“. Kauder äußerte: „Wir sollten die Türkei darin unterstützen, ein modernes Land zu werden, in dem Menschenrechte gelten.“

### 2015 und 2016
Ausgelöst durch die Flüchtlingskrise in Europa, gab es zwischen EU und Türkei eine gewisse Annäherung. Bei einem Sondergipfel Ende November 2015 einigte man sich als Teil der Kooperation in der Flüchtlingspolitik auf die Eröffnung des Kapitels 17 zur Wirtschafts- und Währungspolitik. Am 14. Dezember 2015 wurde die Einigung umgesetzt. Anfang 2016 wurden weitreichende Vereinbarungen über die Kontrolle der Zuwanderung getroffen. So können Migranten aus Drittstaaten, die illegal über die Türkei in die EU eingereist sind, seit dem 18. März zurückgeführt werden. Die Türkei forderte als Gegenleistung die Eröffnung von fünf der acht bislang blockierten Kapitel, darunter die beiden Kapitel „Justiz und Grundrechte“ (Kapitel 23) und „Justiz, Freiheit und Sicherheit“ (Kapitel 24). Das Kapitel 33 zur Haushaltspolitik wurde inzwischen eröffnet. Am 30. Juni 2016 wurde das Kapitel „Finanz- und Haushaltsbestimmungen“ eröffnet. Das 25. Kapitel zur „Wissenschaft und Forschung“ wurde zuvor „vorläufig abgeschlossen“ („provisionally closed“).
Auch im Zypernkonflikt, der die Beitrittsverhandlungen belastet, zeichnete sich eine Lösung ab. Der im April 2015 gewählte Präsident der Zyperntürken Mustafa Akıncı und auch der Staatschef der griechischen Republik Zypern, Nikos Anastasiadis, treten (Stand Januar 2016) für die Wiedervereinigung Zyperns ein.
Unter dem Eindruck der Repressalien, die auf den Putschversuch in der Türkei gefolgt waren, stimmten am 24. November 2016 479 Abgeordnete des Europaparlaments für ein Einfrieren der Beitrittsverhandlungen, 37 stimmten dagegen und 107 enthielten sich. Der Beschluss ist eine Empfehlung; formell können die Verhandlungen nur durch einen Beschluss der Mitgliedsstaaten der EU ausgesetzt werden. Jedoch teilte nur der Vertreter Österreichs beim Außenministertreffen am 13. Dezember 2016 die Meinung des EU Parlamentes, während die Außenminister der übrigen Mitgliedsstaaten eine Fortführung der Beitrittsgespräche mit der Türkei wollten. Der Vertreter Deutschlands befürchtete nach Einschätzung von Beobachtern, die türkische Führung zu verärgern und das Flüchtlingsabkommen zu gefährden, und das Vereinigte Königreich wollte die NATO-Partnerschaft der Türkei sichern. So kam es lediglich zu einer Erklärung darüber, dass man die Eröffnung neuer Kapitel der Verhandlungen unter den derzeitigen Umständen nicht erwäge.

### 2017
Unter dem Eindruck des Ergebnisses des Verfassungsreferendums in der Türkei vom 16. April 2017 wurde von mehreren Seiten der Abbruch der Gespräche gefordert. So äußerten sich der luxemburgische Außenminister Asselborn, der österreichische Außenminister Kurz und Erweiterungskommissar Johannes Hahn entsprechend kritisch, während Sigmar Gabriel als Vertreter Deutschlands die Rolle der Türkei als NATO-Partner pries und bekanntgab, dass die deutsche Regierung strikt dagegen sei, die Gespräche mit der Türkei zu beenden. In einer anschließenden Erklärung vom 28. April stimmten die EU-Außenminister dann dafür, den Beitrittsprozess der Türkei zur Europäischen Union nicht zu stoppen. Man gab bekannt, dass man das Ergebnis des türkischen Referendums respektiere und der Beitrittsprozess weitergehe.
Am 10. Mai 2017 besuchte der türkische Europaminister Ömer Çelik Brüssel. Çelik sprach mit der EU-Außenbeauftragten Federica Mogherini über den Beitritt der Türkei zur EU und forderte im Zusammenhang mit den Beitrittsverhandlungen die Öffnung der Beitrittskapitel 23 und 24, der Kapitel Justiz, Grundrechte und Freiheit.
Am 6. Juli 2017 sprach sich das EU-Parlament für eine Aussetzung der Gespräche aus, sollte die Türkei die mit dem Referendum beschlossenen Verfassungsänderungen vom April umsetzen. Der Beschluss des Parlamentes ist für die Kommission jedoch nicht bindend.
Nach der Verhaftung des Menschenrechtlers Peter Steudtner verkündete der deutsche Außenminister Sigmar Gabriel eine Neuausrichtung in der Türkei-Politik. Investitionskredite und EU-Vorbeitrittshilfen müssten überdacht werden. Sein österreichischer Amtskollege Kurz kündigte Ende Juli 2017 an, sich „weiter für einen Abbruch der EU-Beitrittsverhandlungen“ einzusetzen. Sowohl Rüstungsexporte in die Türkei als auch die Hermesbürgschaften wurden jedoch fortgesetzt.
Die Beitrittsoption wurde im Sommer 2017 als nicht mehr realistisch bewertet. Ein Analyst der Denkfabrik 'Al Sharq Forum' mutmaßte, die Türkei wolle die Option auf einen Beitritt und die Gespräche mit der EU aufrechterhalten, weil die Perspektive eines Beitritts potentielle ausländische Investoren beruhigen könne.
Im TV-Duell am 3. September vor der Bundestagswahl 2017 wich die Deutsche Bundeskanzlerin Angela Merkel bei der Frage nach der Fortführung der Verhandlungen aus, während sich Gegenkandidat Martin Schulz dagegen aussprach. Wenige Tage später traten die Außenminister des Vereinigten Königreiches, Litauens, Finnlands und Ungarns auf, um sich bei einem EU-Außenministertreffen für die Fortsetzung der Gespräche einzusetzen. Außenminister Boris Johnson gab sich besorgt wegen verschiedener Menschenrechtsverletzungen, pries die Türkei aber als „großartiges Land“ von großer strategischer Bedeutung für alle EU-Länder. Auch der bulgarische Premierminister Bojko Borissow kündigte am 19. Oktober 2017 öffentlich an, gegen ein Einfrieren oder Beenden der Beitrittsgespräche zu stimmen. Borissow fürchtete die Türkei könne sonst das Flüchtlingsabkommen von 2016 kündigen oder aus der NATO austreten und zum militärischen Gegner der EU werden. Weiter kündigte Borissow an, das Thema „Abbruch der Verhandlungen“ im Rat von Januar 2018 an nicht mehr erörtern zu lassen, nachdem Bulgarien turnusmäßig den Ratsvorsitz übernimmt.

### 2018
Türkische Truppen traten im Januar 2018 zu einer Militäroffensive auf Kurdengebiete um das syrische Afrin an und zahlreiche Personen waren nach dem Putschversuch in der Türkei noch immer inhaftiert. Dennoch bestand der türkische EU-Minister Ömer Çelik auf einer Vollmitgliedschaft seines Landes und wies Vorschläge von Frankreichs Präsident Emmanuel Macron zu einer privilegierten Partnerschaft zurück. Stattdessen versprach die geschäftsführende deutsche Kanzlerin Angela Merkel sich für ein Gipfeltreffen zwischen EU-Kommission und der Türkei einsetzen zu wollen. Bei dem Treffen, das am 26. März im bulgarischen Warna stattfand, hat die Türkei angekündigt, den visafreien Zugang ihrer Bürger zur EU erzwingen zu wollen. Die Türkei habe nach eigenen Angaben die 72 Voraussetzungen der EU für einen visafreien Zugang erfüllt. Auch die für die Beitrittsgespräche verantwortliche EU-Abgeordnete Kati Piri bezeichnete die Türkei noch am 6. Februar 2018, während einer Debatte über den türkischen Angriff auf Syrien, weiter als „Beitrittskandidaten“.
Forderungen über eine mögliche Beendigung der Beitrittsverhandlungen durch Österreichs Kanzler Sebastian Kurz hatte Kommissionspräsident Jean-Claude Juncker im März 2018 beim EU-Türkei-Gipfel in Warna als „einfache“ und „oberflächliche“ Idee abgetan. Der türkische Präsident Erdoğan betonte in dem Zusammenhang, die Türkei strebe weiter eine Vollmitgliedschaft in der EU an.
Im April 2018 stellte die EU-Kommission der Türkei in ihrem neuen Beitrittsreife-Bericht ihr bisher schlechtestes Zeugnis aus. Sie attestierte der Türkei schwerwiegende Rückschritte bei der Rechtsstaatlichkeit, Meinungsfreiheit und der Unabhängigkeit der Justiz. „Die Türkei hat sich mit großen Schritten von der EU entfernt“, hieß es in dem neuen Länderbericht. „Unter den jetzigen Umständen wird nicht daran gedacht, neue Kapitel [in den Beitrittsverhandlungen] zu öffnen“, erklärte die EU-Kommission in dem Bericht. Die Türkei müsse vor allem den „negativen Trend“ bei der Rechtsstaatlichkeit und den Grundrechten umkehren. Dazu sollte zuerst mit der Aufhebung des Ausnahmezustands begonnen werden. Die EU-Kommission forderte, die Schwächung einer effektiven Gewaltenteilung im politischen System anzugehen. Dazu sollte die Türkei verstärkt mit dem Europarat zusammenarbeiten. Die EU-Kommission blieb damit bei ihrer kritischen Einschätzung, 2014 hatte sie erstmals eine größere Unabhängigkeit der türkischen Justiz angemahnt. Lob erhielt die türkische Wirtschaft, die als weit fortgeschritten und [als] funktionierende Marktwirtschaft beschrieben wurde. Außerdem habe die Türkei „herausragende Anstrengungen“ gemacht, um mehr als vier Millionen Flüchtlinge zu versorgen. Der Türkei werden aber keine ernsthaften Konsequenzen angedroht.

### 2022
In ihrem Bericht vom 18. Mai 2022 stellte die Europäische Kommission in ihrer allgemeinen Einschätzung auf die jüngsten Entwicklungen in der Türkei fest, dass die Türkei und die EU bei Werten und Normen trotz wiederholter Erklärungen der Türkei über ihr Ziel eines EU-Beitritts, nach wie vor weit voneinander entfernt sind und dass es weiterhin am politischen Willen mangelt, die Reformen durchzuführen, die notwendig sind, um insbesondere die erheblichen Bedenken auszuräumen, die mit Blick auf Rechtsstaatlichkeit und Grundrechte bestehen und die den Beitrittsprozess nach wie vor beeinträchtigen und betont, dass in den vergangenen zwei Jahren hinsichtlich der Verpflichtungen der Türkei fortlaufend Rückschritte zu verzeichnen waren.
Darüber hinaus bedauert und verurteilt die Kommission bezüglich der Beziehungen zwischen der Türkei und der EU die Schikanen türkischer Kriegsschiffe gegenüber Forschungsschiffen, die in der von der Republik Zypern abgegrenzten AWZ Erkundungen durchführen und darüber hinaus die Verletzungen des griechischen Luftraums durch die Türkei, unter anderem durch das Überfliegen bewohnter Regionen und Gebiete, zumal es sich bei diesen Handlungen nicht nur um eine Verletzung der Souveränität und der Hoheitsrechte der EU-Mitgliedstaaten, sondern auch des Völkerrechts handelt. Die Kommission bekundet Griechenland und der Republik Zypern seine uneingeschränkte Solidarität und bekräftigt das Recht der Republik Zypern, bilaterale Abkommen über ihre AWZ zu schließen und ihre natürlichen Ressourcen in voller Übereinstimmung mit dem Völkerrecht zu erkunden und auszuschöpfen. Zusätzlich wird mit Bedauern festgestellt, dass die Casus-Belli-Drohung der Großen Nationalversammlung der Türkei gegen Griechenland aus dem Jahr 1995 noch immer nicht zurückgezogen wurde.

### 2023
Nach der Präsidentschaftswahl im Mai 2023 (Erdoğan wurde in der Stichwahl am 28. Mai 2023 wiedergewählt) hat sich der Vorsitzende der Europäischen Volkspartei, Manfred Weber, dafür ausgesprochen, den EU-Beitrittsprozess mit der Türkei zu beenden, weil er (Zitat) „bessere Beziehungen mehr blockiert als unterstützt.“
Hatte Erdoğan am 10. Juli 2023 eine Wiederaufnahme von Beitrittsverhandlungen zur Voraussetzung für seine Zustimmung zum Beitritt Schwedens zur NATO gemacht, erklärte er noch am selben Tag, dass er dem NATO-Beitritt Schwedens zustimmen werde.

## Übersicht über den Verhandlungsfortschritt
Nach dem Beschluss des Europäischen Rates zur Aufnahme von Verhandlungen wurde formal das Mandat an die Europäische Kommission übertragen, die die Verhandlungen führt. In den kommenden Jahren reisen EU-Beamte regelmäßig in die Türkei, um die Fortschritte bei der Anpassung der politischen, ökonomischen und rechtlichen Standards an das EU-Regelwerk zu überprüfen. Die Türkei muss in den nächsten Jahren den kompletten rechtlichen Besitzstand der EU übernehmen. Das Regelwerk umfasst 35 Kapitel. Darin sind alle Rechtsakte (Europäisches Recht) wie zum Beispiel Verträge der Europäischen Union, die Verordnungen und Richtlinien enthalten (Siehe auch: Acquis communautaire).
Die Ergebnisse dieses Monitorings fließen in einen Bericht über den Stand der Reformen ein, den die Kommission jeweils im Herbst veröffentlicht. Die Kommission stellt schließlich fest, ob und wann die rund 35 Beitrittskapitel abgeschlossen sind. Nach Anhörung der Kommission und nach Zustimmung des Europäischen Parlamentes erklärt der Rat der EU-Regierungen die Beitrittsverhandlungen für abgeschlossen und setzt ein Datum für den formalen Beitritt fest.
Als „Notbremse“ enthält der Brüsseler Gipfelbeschluss eine Ausstiegsklausel: Wenn ein Drittel der EU-Mitgliedstaaten es fordert oder wenn die Entwicklung in der Türkei bei den von der EU verlangten Reformen in den Bereichen Menschenrechte, Minderheitenschutz und Meinungsfreiheit ins Stocken gerät, können die Verhandlungen ausgesetzt werden.
Zweite Hürde ist die Ratifizierung des Beitrittsvertrages in allen EU-Mitgliedsländern, per Parlamentsentscheid oder Referendum: Scheitert sie in nur einem Land, findet der Beitritt nicht statt. Als dritte Hürde wurde auf Drängen Österreichs im Rahmentext der Beitrittsverhandlung am 3. Oktober 2005 festgelegt, dass auch die wirtschaftliche und politische Aufnahmefähigkeit der Europäischen Union am Ende der Verhandlungen eine Rolle spielt.
| Kapitel                                                                  | Screening          | eröffnet          | abgeschlossen |
| ------------------------------------------------------------------------ | ------------------ | ----------------- | ------------- |
| 01. Freier Warenverkehr                                                  | 24. Februar 2006   | suspendiert       | –             |
| 02. Freizügigkeit der Arbeitnehmer                                       | 11. September 2006 | –                 | –             |
| 03. Niederlassungsfreiheit und freier Dienstleistungsverkehr             | 20. Dezember 2005  | suspendiert       | –             |
| 04. Freier Kapitalverkehr                                                | 22. Dezember 2005  | 19. Dezember 2008 | –             |
| 05. Vergaberecht                                                         | 28. November 2005  | –                 | –             |
| 06. Gesellschaftsrecht                                                   | 20. Juli 2006      | 17. Juni 2008     | –             |
| 07. Schutz geistiger Eigentumsrechte                                     | 3. März 2006       | 17. Juni 2008     | –             |
| 08. Wettbewerbsrecht                                                     | 2. Dezember 2005   | –                 | –             |
| 09. Finanzdienstleistungen                                               | 3. Mai 2006        | suspendiert       | –             |
| 10. Informationsgesellschaft und Medien                                  | 14. Juli 2006      | 19. Dezember 2008 | –             |
| 11. Landwirtschaft und ländliche Entwicklung                             | 26. Januar 2006    | suspendiert       | –             |
| 12. Lebensmittelsicherheit, Veterinärpolitik und Pflanzenschutz          | 28. April 2006     | 30. Juni 2010     | –             |
| 13. Fischerei                                                            | 31. März 2006      | suspendiert       | –             |
| 14. Verkehrspolitik                                                      | 28. September 2006 | suspendiert       | –             |
| 15. Energie                                                              | 16. Juni 2006      | –                 | –             |
| 16. Steuerpolitik                                                        | 12. Juli 2006      | 30. Juni 2009     | –             |
| 17. Wirtschafts- und Währungspolitik                                     | 23. März 2006      | 14. Dezember 2015 | –             |
| 18. Statistiken                                                          | 18. Juli 2006      | 26. Juni 2007     | –             |
| 19. Sozialpolitik und Beschäftigung 1                                    | 22. März 2006      | –                 | –             |
| 20. Unternehmens- und Industriepolitik                                   | 5. Mai 2006        | 29. März 2007     | –             |
| 21. Transeuropäisches Verkehrsnetz                                       | 29. September 2006 | 19. Dezember 2007 | –             |
| 22. Regionalpolitik und Koordination der strukturpolitischen Instrumente | 10. Oktober 2006   | 4. November 2013  | –             |
| 23. Justiz und Grundrechte                                               | 13. Oktober 2006   | –                 | –             |
| 24. Justiz, Freiheit und Sicherheit                                      | 15. Februar 2006   | –                 | –             |
| 25. Wissenschaft und Forschung                                           | 14. November 2005  | 12. Juni 2006     | 12. Juni 2006 |
| 26. Bildung und Kultur                                                   | 16. November 2005  | –                 | –             |
| 27. Umwelt                                                               | 2. Juni 2006       | 21. Dezember 2009 | –             |
| 28. Verbraucher- und Gesundheitsschutz                                   | 11. Juli 2006      | 19. Dezember 2007 | –             |
| 29. Zollunion                                                            | 14. März 2006      | suspendiert       | –             |
| 30. Beziehungen nach außen                                               | 13. September 2006 | suspendiert       | –             |
| 31. Außenpolitik, Sicherheits- und Verteidigungspolitik                  | 6. Oktober 2006    | –                 | –             |
| 32. Finanzkontrolle                                                      | 30. Juni 2006      | 26. Juni 2007     | –             |
| 33. Finanz- und Haushaltsbestimmungen                                    | 4. Oktober 2006    | 30. Juni 2016     | –             |
| 34. Institutionen                                                        | –                  | entfällt          | –             |
| 35. Andere Fragen                                                        | –                  | entfällt          | –             |
| insgesamt                                                                | 33                 | 18                | 1             |
| ausstehend                                                               | 0                  | 15                | 32            |

Verhandlungsfortschritt:

## Standpunkte der Regierungen und Parteien
Neben den Befürwortern gibt es auch Regierungen, die einen türkischen EU-Beitritt ablehnen (insbesondere Österreich, Niederlande und Frankreich).

### Deutschland
In Deutschland wird die Frage eines möglichen Beitritts auch innenpolitisch betrachtet, da in den Jahren des Wirtschaftswunders nach 1960 viele Gastarbeiter aus der Türkei ins Land kamen und dort mit ihren Familien und Nachkommen dauerhaft ansässig wurden. Zwischen 1960 und 2000 stieg die Anzahl der Türken in Deutschland von knapp 7.000 auf über zwei Millionen.
In Deutschland vertreten insbesondere die CDU und die CSU die Ansicht, dass die Türkei nicht der EU beitreten, sondern den Status einer sogenannten „privilegierten Partnerschaft“ annehmen solle. Ebenso lehnt die Partei AfD einen Beitritt der Türkei in die EU ab.
SPD und Bündnis 90/Die Grünen befürworten zumindest ernsthafte Verhandlungen mit dem möglichen Ziel eines Beitritts. Auch Die Linke ist für einen Beitritt.
Die Haltung der FDP zu einem Beitritt der Türkei ist nicht einheitlich. In einem ZDF-Interview betonte der damalige FDP-Vorsitzende Guido Westerwelle allerdings am 5. April 2009, dass die Türkei heute „nicht beitrittsfähig“ und die EU „nicht aufnahmefähig“ seien. Die Diskussion um eine EU-Mitgliedschaft stünde erst in zehn Jahren an. Im April 2014 forderte der FDP-Europaabgeordnete Alexander Graf Lambsdorff das Ende der Beitrittsverhandlungen mit der Türkei.
Sollte es zu einer Abstimmung über den Türkei-Beitritt kommen, so werden die Regierungsparteien nicht zwangsläufig entsprechend dem eigenen Parteiprogramm abstimmen, sondern nach dem Koalitionsvertrag. Der 2005 geschlossene Vertrag der Großen Koalition sah eine Fortsetzung der Verhandlungen mit offenem Ausgang vor. Außenminister Frank-Walter Steinmeier äußerte sich am 2. August 2016 in einem Interview mit der Rheinischen Post über die Beitrittsverhandlungen. Steinmeier teilte mit, dass eine Einführung der Todesstrafe die Suspendierung der Beitrittsverhandlungen zur Folge hätte. Dies wäre mit europäischen Werten nicht vereinbar.
Bei ihrer Amtsreise in die Türkei im Juli 2022, kritisierte die deutsche Außenministerin Annalena Baerbock die Türkei scharf. Unter anderem betonte sie, dass die griechische Souveränität über Inseln wie Kos, Leros, Lesbos, Rhodos und andere unbestreitbar ist und übte Kritik an den türkischen Angriffen in Nordsyrien.

### Österreich
Österreichs Bundeskanzler Christian Kern sprach sich in der ORF-Nachrichtensendung ZIB 2 am 3. August 2016 für einen Abbruch der Beitrittsgespräche aus. Ein Beitritt der Türkei zur EU sei „nur noch diplomatische Fiktion“. Er wolle die Möglichkeit eines Abbruchs beim EU-Gipfel am 16. September auf die Tagesordnung setzen und sagte: „Wir wissen, dass die demokratischen Standards der Türkei bei Weitem nicht ausreichen, um einen Beitritt zu rechtfertigen.“ Die Türkei hinke außerdem in wirtschaftlicher Hinsicht dem europäischen Durchschnitt weit hinterher. Kern weiter: „Ich sehe einen Beitritt der Türkei auf Jahre, wenn nicht auf Jahrzehnte, für ein Ding der Unmöglichkeit an.“ Am Tag danach, nachdem Kerns Aussage Reaktionen in der EU-Kommission und in Deutschland sowie scharfe Zurückweisung vom türkischen Außenminister hervorgerufen hat, meldeten sich auch Vizekanzler Reinhold Mitterlehner und Außenminister Sebastian Kurz zu Wort: Mitterlehner stellte fest, dass dies gemeinsame Regierungslinie sei, Kurz wies die abweisenden Reaktionen zurück. Zur Kritik der EU-Kommission sagte Kern Ende August 2016 der Zeitung Österreich: „Wenn man in Brüssel im Kommissionsgebäude sitzt, hat man naturgemäß eine andere Sicht auf die Dinge als wenn man mit den betroffenen Menschen spricht.“ Er meinte: „Wenn man, wie das Juncker tut, den Türken verspricht, wir verhandeln mit Euch, aber im gleichen Atemzug sagt, die Türkei wird eh nicht beitreten, ist das weder Türken noch Europäern gegenüber eine vertretbare Position.“

### Vereinigte Staaten
Die Vereinigten Staaten von Amerika unterstützten seit Mitte der 1980er Jahre, also seit der zweiten Hälfte der Reagan-Regierung, einen EU-Beitritt der Türkei und nutzten später ihren Einfluss, um ihn aktiv voranzutreiben. So ersuchte die Türkei kurz vor dem offiziellen Antrag einer Mitgliedschaft 1987 um US-Unterstützung. In den 1990er Jahren begannen die USA unter der Clinton-Regierung dann gemeinsam mit Israel die Lobbyarbeit für den Beitritt der Türkei. Diese Politik wurde fortgesetzt und Präsident Obama bezeichnete die Türkei noch in einer Rede im türkischen Parlament am 6. April 2009 als Teil Europas. Mit der Schwächung der Europäischen Union im Zuge der Finanzkrise seit 2008 und dem guten Wirtschaftswachstum der Türkei in dieser Zeit begann die türkische Politik unter Erdoğan unabhängiger aufzutreten und überwarf sich schließlich 2010 nach dem Ship-to-Gaza-Zwischenfall mit Israel, so dass man den israelischen Rückhalt beim Einfluss auf die US-Politik verlor. Das US-Engagement für einen EU-Beitritt der Türkei ging danach zurück.

## Alternative Vorschläge zum Beitritt
Jenseits einer Vollmitgliedschaft der Türkei wurden von verschiedenen Seiten alternative Vorschläge zur Diskussion gestellt. Das prominenteste Beispiel ist die von der deutschen CDU/CSU 2004 ins Spiel gebrachte „privilegierten Partnerschaft“, die unter anderem von der österreichischen ÖVP unterstützt wird. Europarechtlich ist eine „privilegierte Partnerschaft“ nicht vorgesehen. Ansonsten hätte die Türkei eine Assoziation gemäß Artikel 310 EGV beantragen müssen.
Der damalige französische Präsident Sarkozy schlug im Sommer 2007 vor, die von ihm geplante „Mittelmeerunion“ als Alternative für einen EU-Beitritt der Türkei zu sehen. Seine Pläne wurden mittlerweile auf eine „Union für das Mittelmeer“, die die 1995 eingeleitete Euro-mediterrane Partnerschaft fortsetzt, reduziert und der Türkei zugesagt, dass diese Gründung die Beitrittsverhandlungen mit der EU nicht beeinflussen würde.

## Meinung der Bevölkerung

### Europäische Union (2006)
40 Prozent der EU-Bürger waren nach einer Sonderumfrage zwischen März und Mai 2006 des Eurobarometers für den Beitritt, sobald die Türkei alle ihr von der EU auferlegten Bedingungen erfüllt, 48 Prozent dagegen. Gegenüber der Herbstumfrage 2005 stieg der Anteil der Befürworter um acht Prozent, und der Anteil der Gegner sank um sieben Prozent.
Innerhalb der „alten“ EU-Länder gab es in Schweden, den Niederlanden und Dänemark eine absolute und in Spanien, Irland und Portugal eine relative Mehrheit für einen Beitritt. Dem Eurobarometerbericht zufolge waren die Österreicher mit 81 Prozent Gegnern am skeptischsten, gefolgt von den Deutschen und Luxemburgern mit 69 Prozent. In Frankreich, Griechenland, Finnland und Belgien gab es ebenfalls eine absolute und in Italien eine relative Mehrheit gegen einen Beitritt.
| Ein EU-Beitritt der Türkei ist zu befürworten,                                                               | FR | IT | DE | SP |    |
| --- | -- | -- | -- | -- | -- |
| … weil die Türkei bereits große Bemühungen im Modernisierungsprozess unternommen hat, um der EU beizutreten. | 39 | 27 | 24 | 30 | 26 |
| … weil die Türkei geographisch teilweise zu Europa gehört.                                                   | 29 | 33 | 31 | 26 | 38 |
| … weil ein Beitritt der Türkei die Bedeutung Europas noch weiter unterstützen würde.                         | 25 | 24 | 18 | 18 | 18 |
| … weil die finanzielle Belastung schnell durch verstärktes Wachstum verringert werden würde.                 | 19 | 16 | 13 | 22 | 23 |
| … weil zahlreiche Türken mit den gleichen Unterschieden in ihrem Land leben müssen wie andere EU-Länder.     | 22 | 8  | 14 | 35 | 15 |
| … weil die Türkei aus kultureller Sicht zur EU gehört.                                                       | 17 | 23 | 12 | 17 | 14 |
| … weil sich Europa schon lange für einen EU-Beitritt der Türkei engagiert.                                   | 18 | 14 | 10 | 22 | 11 |
| … weil durch eine Ablehnung des Beitritts die Islamisten in der Türkei an Bedeutung gewinnen würden.         | 25 | 9  | 15 | 15 | 11 |
| Andere Gründe                                                                                                | 1  | —  | —  | —  | —  |
| Keine Begründung                                                                                             | —  | 45 | 12 | 1  | 3  |

| Ein EU-Beitritt der Türkei ist abzulehnen, | FR | IT | DE | SP |    |
| --- | -- | -- | -- | -- | -- |
| … weil in der Türkei die Menschenrechte nicht ausreichend respektiert werden.                                                                    | 39 | 32 | 28 | 43 | 32 |
| … weil es zu viele religiöse und kulturelle Unterschiede gibt.                                                                                   | 34 | 44 | 29 | 43 | 28 |
| … weil die Frauen in der Türkei nicht dieselben Rechte wie Frauen in anderen EU-Ländern haben.                                                   | 25 | 15 | 17 | 31 | 31 |
| … weil die Türkei nicht zu Europa gehört. | 25 | 11 | 18 | 19 | 10 |
| … weil dann mehr Immigranten in andere EU-Länder strömen.                                                                                        | 21 | 20 | 17 | 16 | 18 |
| … weil der Beitritt die Kriminalitätsrate (Drogen, Prostitution, Menschenhandel) in Europa erhöhen und Terroristen anlocken würde.               | 12 | 15 | 10 | 14 | 21 |
| … weil der Lebensstandard und das wirtschaftliche Wachstum der Türkei gerade einmal die untere Mindestgrenze der anderen EU-Länder erreicht hat. | 9  | 10 | 13 | 11 | 16 |
| … weil bereits zu viele Länder in der Europäischen Union sind.                                                                                   | 14 | 6  | 16 | 8  | 6  |
| … weil im Zuge eines Beitritts viele Unternehmen wegen der niedrigen Produktionskosten in die Türkei abwandern würden.                           | 17 | 5  | 3  | 5  | 5  |
| Andere Gründe | 1  | —  | —  | —  | —  |
| Keine Begründung | —  | 37 | 10 | 1  | 1  |

### Türkei (2020)
Einer Umfrage des Instituts İstanbul Ekonomi Araştırma zufolge befürworteten im Mai 2020 64,3 % der Türken einen Beitritt in die EU, was im Vergleich zur gleichen Umfrage von November 2017 einen Anstieg des Anteils der Befürworter von 16 Prozent bedeutet.